# Supertaça de Portugal (pallamano maschile)
La Supertaça Portuguesa è la supercoppa di lega portoghese di pallamano maschile; è organizzata dalla Federação de Andebol de Portugal, la federazione portoghese di pallamano.

La prima stagione si disputò nel 1983; dall'origine a tutto il 2024 si sono tenute 27 edizioni del torneo.

La squadra che vanta il maggior numero di coppe vinte è l' FC Porto con 8 titoli.

## Albo d'oro
| Data      | 1a Classifica          | Risultato              | 2a Classifica          |
| --------- | ---------------------- | ---------------------- | ---------------------- |
| 1983      | Belenenses             | -                      | Benfica                |
| 1984-1988 | Edizioni non disputate | Edizioni non disputate | Edizioni non disputate |
| 1989      | Benfica                | 24-24 19-19 24-17      | Sporting CP            |
| 1990      | Braga                  | -                      | Benfica                |
| 1991      | Braga                  | -                      | Benfica                |
| 1992      | Braga                  | -                      | Sporting CP            |
| 1993      | Benfica                | -                      | Braga                  |
| 1994      | Porto                  | -                      | Belenenses             |
| 1995      | Braga                  | -                      |                        |
| 1996      | Edizione non disputata | Edizione non disputata | Edizione non disputata |
| 1997      | Sporting CP            | -                      | Braga                  |
| 1998      | Braga                  | 28-18                  | Sporting CP            |
| 1999      | Porto                  | 25-23                  | Madeira                |
| 2000      | Porto                  | 28-25                  | Braga                  |
| 2001      | Sporting CP            | 18-16                  | Porto                  |
| 2002      | Porto                  | 31-28                  | Águas Santas           |
| 2003-2008 | Edizioni non disputate | Edizioni non disputate | Edizioni non disputate |
| 2009      | Porto                  | 29-28 (d.t.r.)         | Belenenses             |
| 2010      | Benfica                | 28-20                  | Águas Santas           |
| 2011      | Edizione non disputata | Edizione non disputata | Edizione non disputata |
| 2012      | Benfica                | 29-26                  | Sporting CP            |
| 2013      | Sporting CP            | 33-32 (d.t.r.)         | Porto                  |
| 2014      | Porto                  | 29-28                  | Sporting CP            |
| 2015      | Braga                  | 26-24                  | Porto                  |
| 2016      | Benfica                | 25-24                  | Braga                  |
| 2017      | Braga                  | 26-21                  | Sporting CP            |
| 2018      | Benfica                | 29-24                  | Sporting CP            |
| 2019      | Porto                  | 28-22                  | Águas Santas           |
| 2020      | Edizione non disputata | Edizione non disputata | Edizione non disputata |
| 2021      | Porto                  | 34-29                  | Sporting CP            |
| 2022      | Benfica                | 45-43 (d.t.r.)         | Sporting CP            |
| 2023      | Sporting CP            | 38-34                  | Benfica                |
| 2024      | Sporting CP            | 37-21                  | Benfica                |

## Riepilogo vittorie per club
| Numero | Club        | Anni                                           |
| ------ | ----------- | ---------------------------------------------- |
| 8      | Porto       | 1994, 1999, 2000, 2002, 2009, 2014, 2019, 2021 |
| 7      | Benfica     | 1989, 1993, 2010, 2012, 2016, 2018, 2022       |
| 7      | Braga       | 1990, 1991, 1992, 1995, 1998, 2015, 2017       |
| 5      | Sporting CP | 1997, 2001, 2013, 2023, 2024                   |
| 1      | Belenenses  | 1983                                           |